# Unter anderen Umständen: Mutterseelenallein
Mutterseelenallein ist ein deutscher Fernsehfilm von Judith Kennel aus dem Jahr 2022. Es handelt sich um die 19. Folge der Krimiserie Unter anderen Umständen mit Natalia Wörner in der Hauptrolle.

## Handlung
In einem Feriendorf an der Ostsee verschwindet der sechsjährige Jimmy Russ. Die Kommissarin Jana Winter wird zu der Suche hinzugezogen, da der alleinerziehende Vater davon überzeugt ist, dass sein Sohn entführt wurde. Jimmy hatte seinen Hund dabei. Dieser wird nun erdrosselt aufgefunden, sodass tatsächlich von einer Straftat ausgegangen werden muss. Schnell ergibt sich der Verdacht gegen Abbi Jonson, der ebenfalls Gast in dem Feriendorf und bei der Polizei wegen Kinderpornografie aktenkundig ist. Nachdem noch am selben Abend im Internet ein Foto des toten Jimmy gepostet wird, passt Jonson nicht mehr so recht ins Profil des Täters. Denn dem geht es nicht um die Zuneigung zu Kindern, sondern um Macht: „Im wahren Leben ein Niemand, aber im Netz ein ‚Held‘“. Winter und ihr Team versuchen online zu dem Täter Kontakt zu halten, der von Mitgliedern seines Forums im Darknet zu weiteren Taten angefeuert wird. So dauert es nicht lange und er sendet live ein Video, wie er in ein Haus eindringt und eine ältere Frau vor laufender Kamera tötet. Der Täter fordert nun von seinen Anhängern „Vorschläge für seine nächste Show“. Die reagieren schnell und meinen, er solle doch mal eine Polizistin killen. Jana Winter wird daraufhin besonders gut überwacht.
Aufgrund einer Zeugenaussage kann nicht ausgeschlossen werden, dass ein Teenager der Täter sein könnte. Diese Personengruppe wurde bei der Spurensuche bisher nicht berücksichtigt. Alle zur Tatzeit im Feriendorf anwesenden Jugendlichen haben ein Alibi, bis auf einen: Robin Thiedemann, der Sohn der Verwalterin. Dieser war der Kommissarin schon am Anfang ihrer Ermittlungen aufgrund seines Verhaltens und durch seinen offensichtlichen Hass auf die Welt aufgefallen. Die Fahndung nach Thiedemann bleibt erfolglos, dagegen gelingt es ihm, Leo, den Sohn der Kommissarin, in seine Gewalt zu bringen. Mit geposteten Videos von Leo lockt er Winter zu sich. Unter Mithilfe ihrer Kollegin kann Leo befreit und Robin Thiedemann festgenommen werden.

## Nebenhandlung
Winters ehemaliger Vorgesetzter Arne Brauner muss sich erneut seinem Alkoholproblem stellen. Das wird ihm bewusst, als er seiner Aufgabe, Jana Winter zu bewachen, nicht gerecht wird. Vor laufender Kamera muss er miterleben, wie auf seine Chefin geschossen wird und sie zu Boden geht. Das bringt ihn dazu, ernsthaft noch einmal eine Therapie zu beginnen.

## Hintergrund
Mutterseelenallein wurde vom 17. November bis zum 17. Dezember 2020 in Flensburg und Hamburg gedreht und am 7. Februar 2022 im ZDF als Fernsehfilm der Woche gesendet.
Ihren Filmsohn Leo Winter spielt Natalia Wörners leiblicher Sohn Jacob Lee Seeliger.

## Rezeption

### Einschaltquoten
Die Erstausstrahlung von Mutterseelenallein am 7. Februar 2022 im ZDF verfolgten 7,54 Millionen Zuschauer, dies entsprach Marktanteilen von 24,8 Prozent.

### Kritiken
Tilmann P. Gangloff schrieb bei Tittelbach.tv: Der Krimi wandelt sich „mehr und mehr zum packenden Thriller, denn der Täter lässt sich von einer Fan-Gemeinde im Chatforum zu weiteren Morden anstacheln. Der Film trägt seine Botschaft nicht plakativ vor sich her, aber sie wird auch so deutlich: Es geht um die menschlichen Abgründe, die sich im dunklen Teil des Internets (und beileibe nicht nur dort) offenbaren. Seine emotionale Wirkung und natürlich auch seine Spannung bezieht das von Regisseurin Judith Kennel auf gewohnt hohem handwerklichen Niveau umgesetzte Drehbuch (Zora Holt) vor allem aus der persönlichen Betroffenheit der Teammitglieder. Darstellerisch ist die Reihe ohnehin zuverlässig sehenswert.“
Bei film-rezensionen wertete Oliver Armknecht: „Unter anderen Umständen: Mutterseelenallein‘ beginnt mit einem brutalen Mord an einem Kind, aufgenommen und gezeigt im Internet. Streckenweise wird das zu einer Auseinandersetzung zweier Welten und Generationen. Zu viel sollte man in der Hinsicht aber nicht erwarten, da geht es am Ende doch mehr um einen klassischen Thriller. Der funktioniert, ist jedoch nicht sonderlich ambitioniert.“
Felix Bascombe von Prisma.de schrieb: „Nach diesem Film muss man erstmal an die frische Luft. Erst ein totes Kind, später eine tote Oma. Anderthalb Stunden schlechtes Wetter, grauer Himmel. Und dann auch noch eine dauerbesorgte, bis zum Zerreißen gespannte Natalia Wörner als Kommissarin Jana Winter.“ Die Episode „spielt zwar in einem Feriendorf an der Ostsee, Urlaubsstimmung kommt hier allerdings keine auf.“